# Bahnhof Milano Centrale (1864)
Die 1864 eröffnete Stazione di Milano Centrale oder kurz Milano Centrale in Mailand war der erste Zentralbahnhof der Stadt, der bis zur Eröffnung des heutigen Bahnhofs Milano Centrale 1931 in Betrieb war. Der Durchgangsbahnhof lag etwa ein Kilometer südwestlich des heutigen Bahnhofs Milano Centrale an der Piazza della Repubblica und wurde nach der Betriebseinstellung umgehend abgebrochen.

## Geschichte
Bevor der Bahnhof Milano Centrale eröffnet wurde, endeten die Bahnstrecken aus dem Nordwesten und diejenigen aus dem Südosten in verschiedenen Bahnhöfen: die Strecken aus Turin und Como nutzten den Bahnhof Milano Porta Nuova, die Strecken aus Venedig und Bologna den Bahnhof Milano Porta Vittoria. Die Bahnhöfe lagen vier Kilometer voneinander entfernt, sodass jede Reise mit Umsteigen zwischen den beiden Bahnhöfen beschwerlich war.
Der Bau von Milano Centrale begann im September 1857, die Einweihung erfolgte am 11. Februar 1864. Im Mai des gleichen Jahres nahm die Passante genannte Verbindungsbahn von Porta Nuova über den neuen Bahnhof nach Porta Vittoria den Betrieb auf, welche die Strecken aus Turin und Como mit denjenigen aus Venedig und Bologna verband. Mit der Eröffnung der Verbindungsbahn wurden die Dienstleistungen der beiden alten Bahnhöfe in Milano Centrale zusammengefasst. 1911 wurde der Bahnhof durch einen Kopfbahnhof für die elektrischen Züge der Ferrovie Varesine ergänzt, der westlich des Vorplatzes des Empfangsgebäudes angelegt wurde.
1923 wurde der Bahnhof von einem Brand heimgesucht.
Der Bahnhof Milano Centrale war bis zur Eröffnung des neuen Bahnhofs Milano Centrale der bedeutendste der Stadt. Die Eröffnung der neuen Stazione di Milano Centrale fand am 1. Juli 1931 statt. Auf dieses Datum wurde der gesamte Reiseverkehr in den neuen Kopfbahnhof verlegt sowie der Bahnhof von 1864 und die Verbindungsbahn zum Bahnhof Porta Vittoria stillgelegt. Einzig der Kopfbahnhof der Varesina blieb bis 1961 erhalten, er erhielt aber zur Unterscheidung vom neuen Zentralbahnhof den Namen Milano Porta Nuova wie der Vorgänger des Zentralbahnhofs von 1864.